# Công viên địa chất Trương Dịch Đan Hà
Công viên địa chất quốc gia Trương Dịch Cam Túc (tiếng Trung: 甘肃张掖国家地质公园, herein, the ″Zhangye National Geopark″), là một công viên địa chất gần thành phố Trương Dịch, tỉnh Cam Túc phía tây bắc của Trung Quốc. Công viên có diện tích 510 km vuông. Trước đây là một thắng cảnh và công viên cấp tỉnh, nó đã trở thành một công viên địa chất quốc gia vào tháng 11 năm 2011. Được biết đến với các địa mạo đá đầy màu sắc, công viên này đã được nhiều cơ quan truyền thông Trung Quốc bình chọn là một trong những khu vực địa mạo đẹp nhất ở Trung Quốc.
Công viên nằm ở chân đồi phía bắc dãy núi Kì Liên, trong các huyện Lâm Trạch và Túc Nam, thuộc quản lý của địa cấp thị Trương Dịch, tỉnh Cam Túc. Địa mạo Đan Hà chủ yếu nằm ở hai hương Khang Lạc và Bạch Ngân.
Phần chủ yếu của Công viên, khu cảnh quan Đan Hà Lâm Trạch, nằm cách 30 kilômét (19 mi) về phía tây Trương Dịch và 20 kilômét (12 mi) về phía nam trung tâm huyện Lâm Trạch. Nó là khu vực phát triển nhất và được nhiều du khách ghé thăm nhất của Công viên. Khu cảnh quan thứ hai, Băng Câu (冰沟), nằm ở bờ bắc sông Lê Viên (梨园河), được khai trương chính thức vào ngày 3 tháng 8 năm 2014. Băng Câu chiếm diện tích 300 kilômét vuông (120 dặm vuông Anh), và độ cao của nó nằm trong khoảng từ 1.500 tới 2.500 m trên mực nước biển. Khu vực thức ba, Khu cảnh quan Đan Hà Túc Nam, nằm gần trấn Cam Tuấn (Cam Châu), phía nam Lâm Trạch.

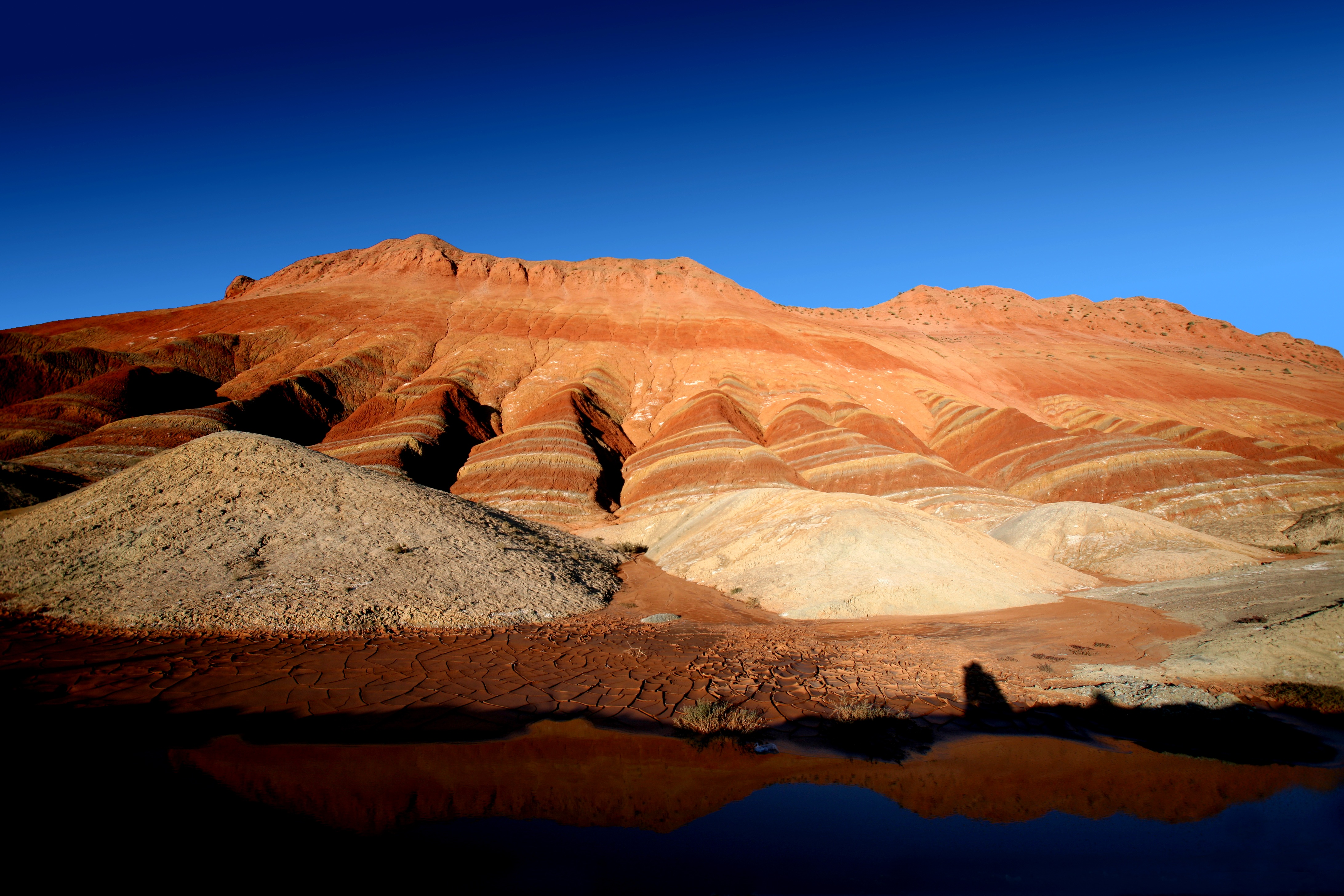
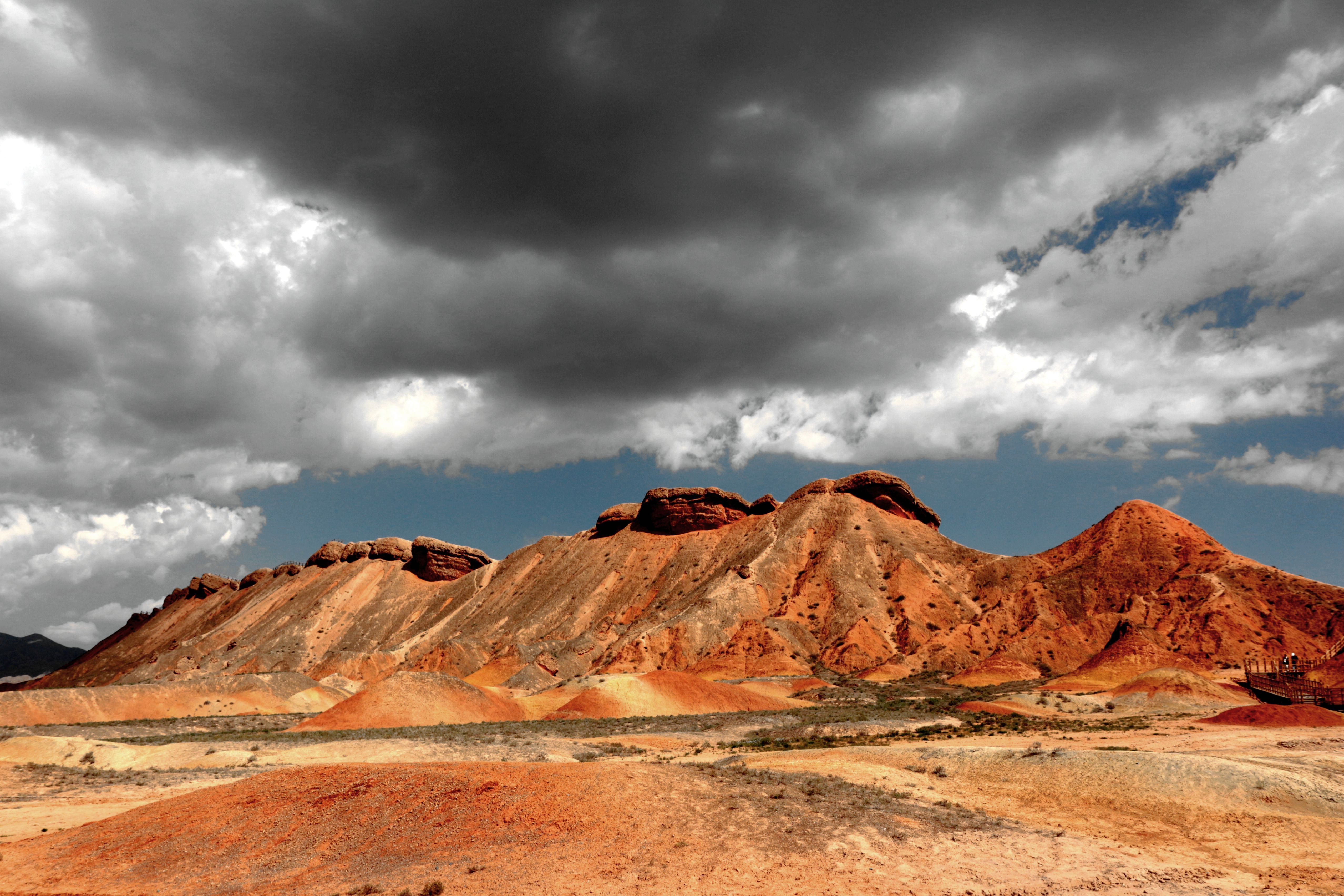
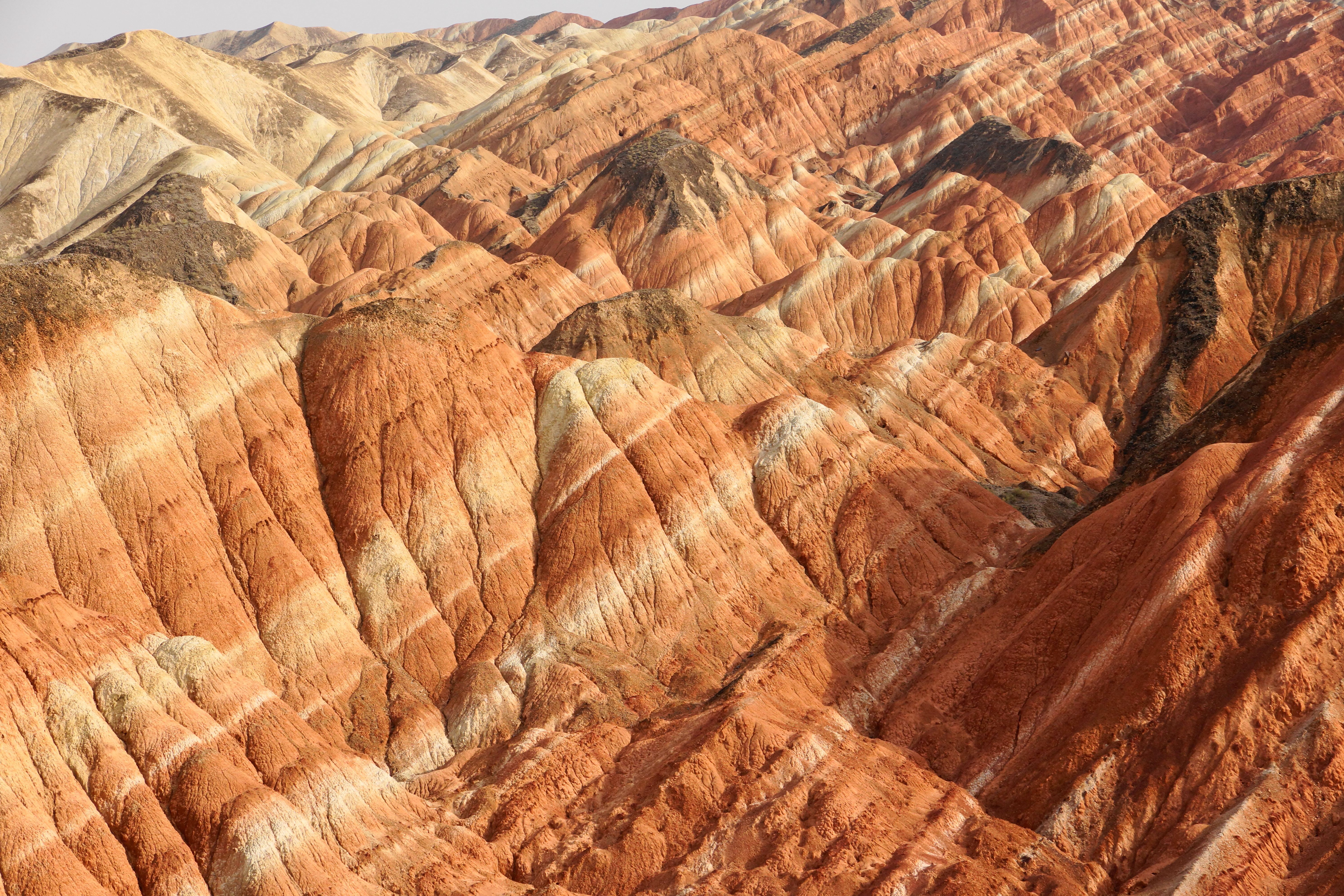
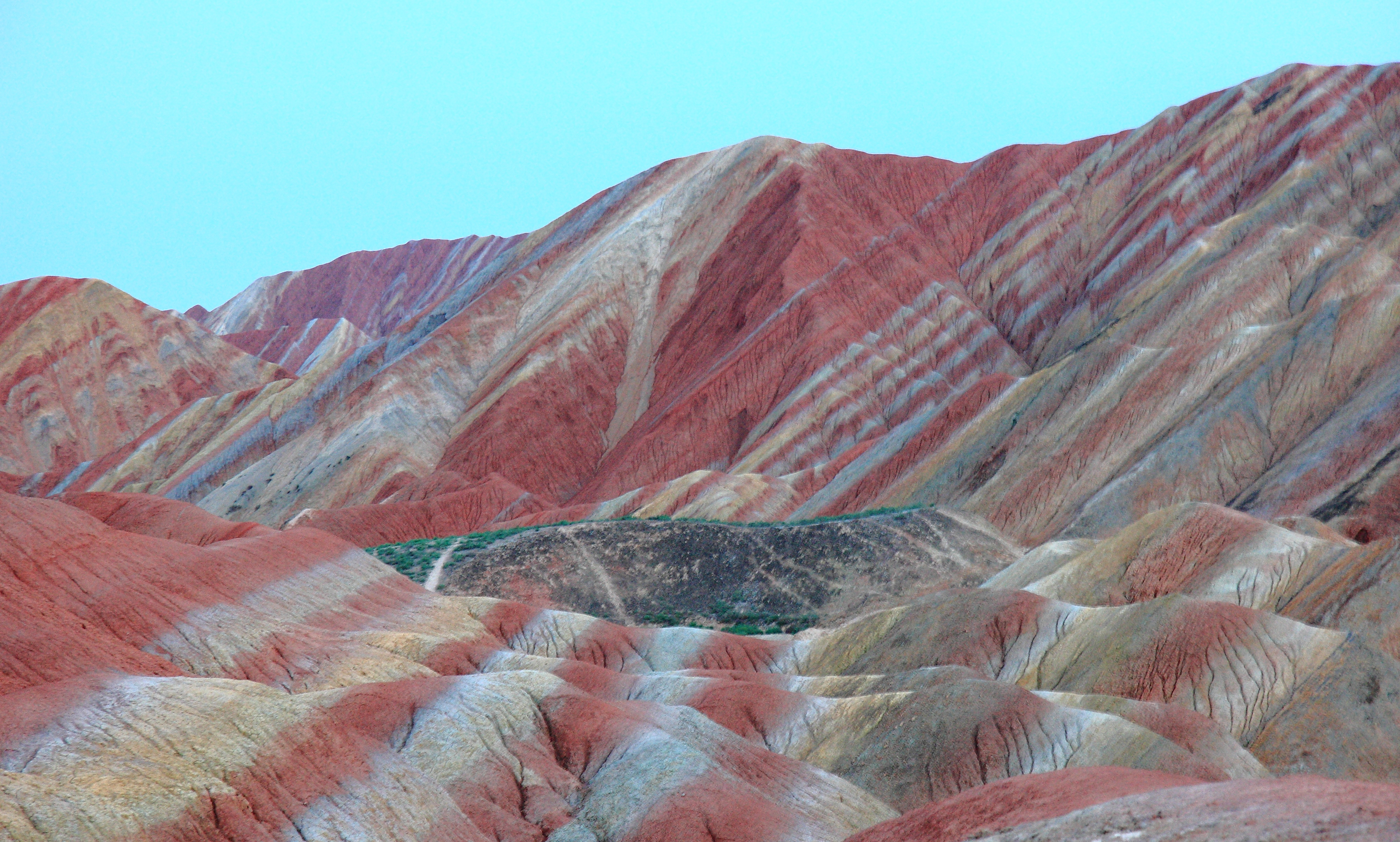
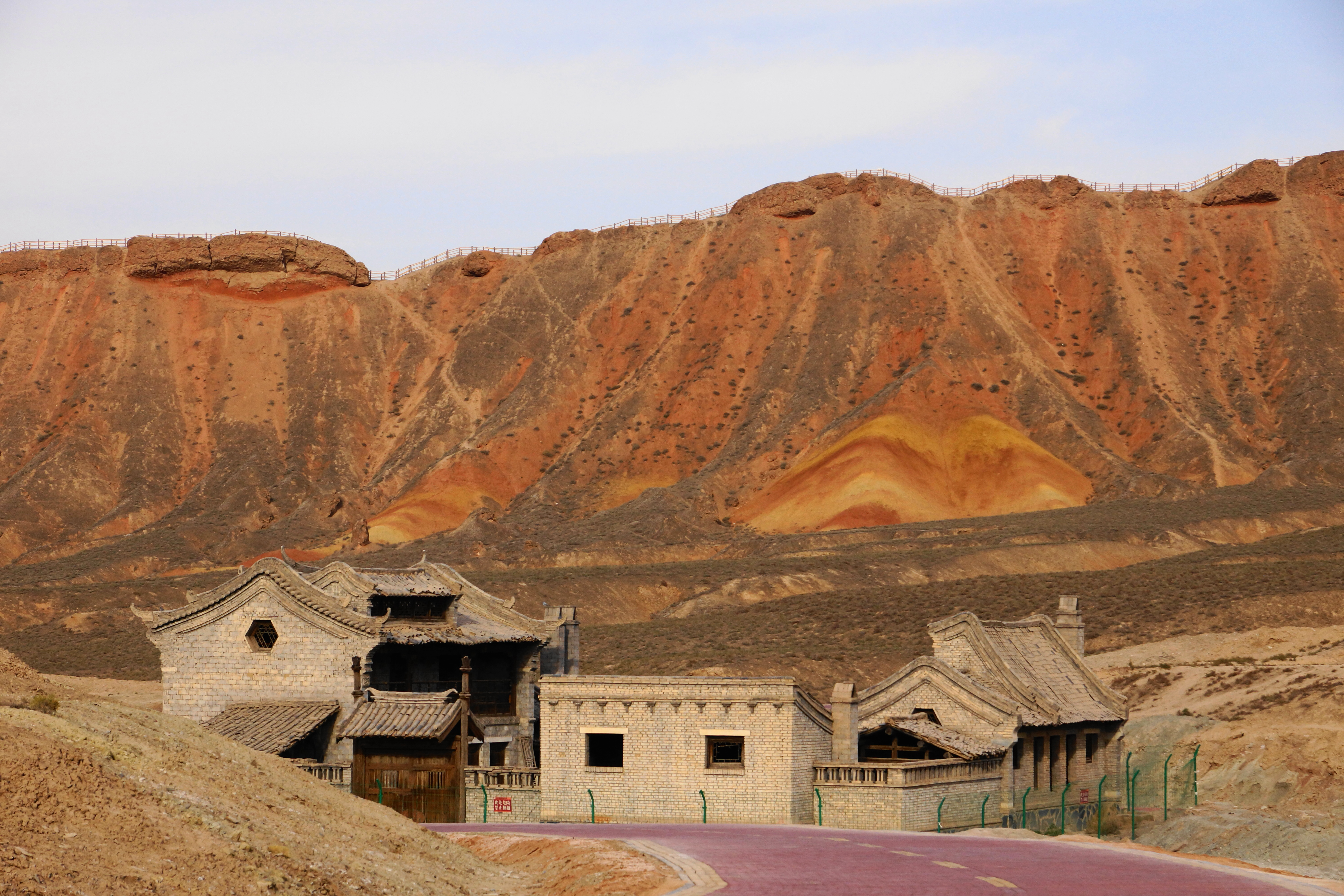
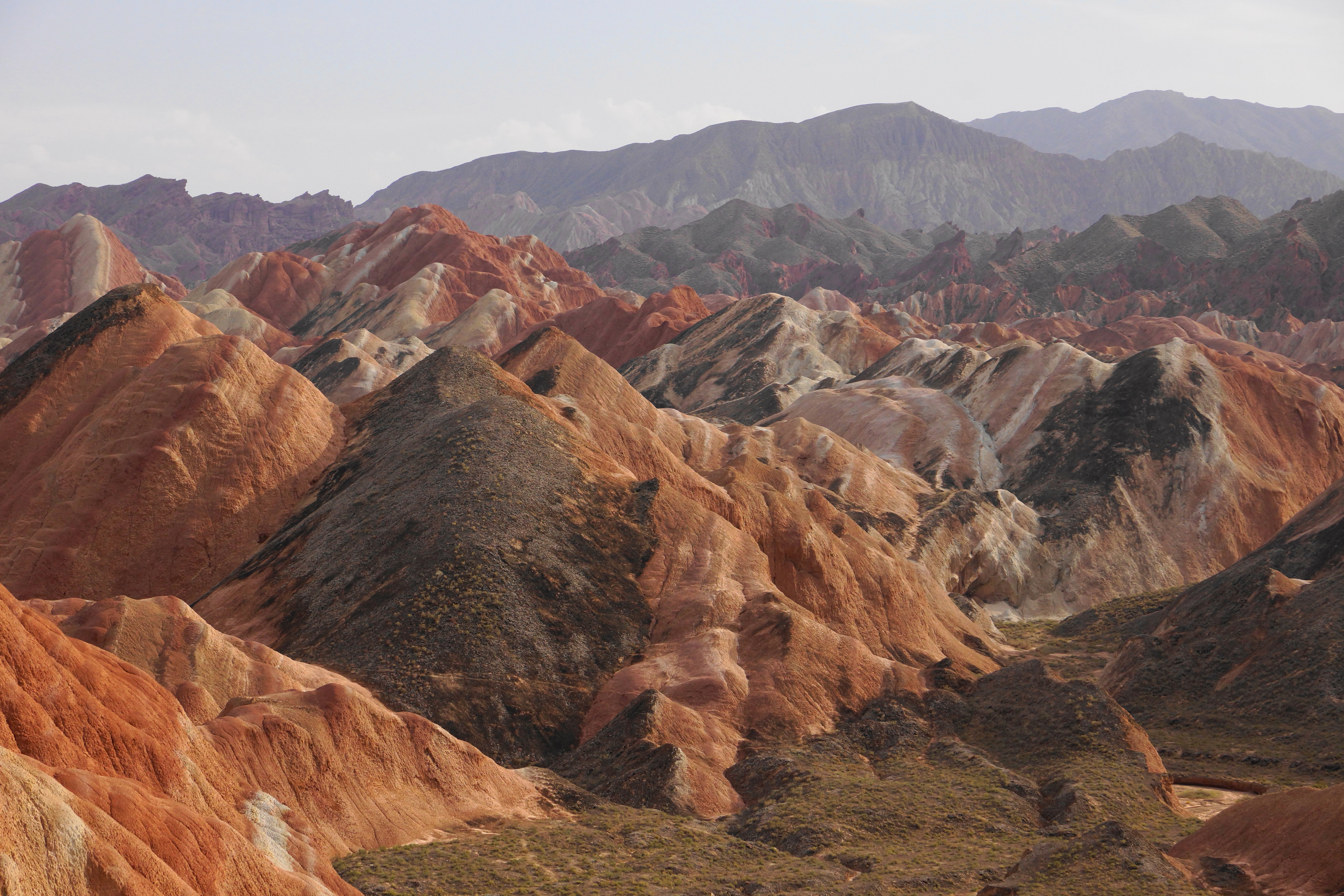